# Southampton megye
Southampton megye az Amerikai Egyesült Államokban, azon belül Virginia államban található. Megyeszékhelye és legnagyobb városa Courtland. Lakosainak száma 17 996 fő (2020. április 1.). Southampton megye Surry, Franklin, Isle of Wight, Suffolk, Greensville, Sussex, Hertford, Gates és Northampton megyékkel határos.

## Népesség
A megye népességének változása:
| Lakosok száma | 18 564 | 18 543 | 18 376 | 18 128 | 18 109 | 17 996 |
|               | 2010   | 2011   | 2012   | 2013   | 2015   | 2020   |